# Responsabilità penale degli enti (ordinamento italiano)
La responsabilità penale degli enti, nell'ordinamento giuridico italiano è una fattispecie di responsabilità penale derivante da illecito amministrativo.
È stata introdotta dal d.lgs. 8 giugno 2001, n. 231, e dalla legge 16 marzo 2006, n. 146.

## Storia

### Le ragioni
La responsabilità penale degli enti ha trovato una propria disciplina normativa dopo anni di discussioni in ambito giuridico riguardo al tema, in particolare per i principi e le idee innovatrici apportate dal legislatore. Questa normativa infatti tende ad allontanarsi dal vecchio e consolidato brocardo latino societas delinquere non potest, creando notevoli perplessità nei critici più puristi.
Sono state due sostanzialmente le situazioni di fatto che hanno spinto il legislatore italiano ad emanare nel 2000-2001 un atto normativo che disciplinasse la materia: l'abuso sempre più massiccio da parte di società di pratiche illegali che spesso costituivano reato ma lasciavano impuniti gli artefici; la spinta normativa dell'Unione europea, dato che ogni paese membro era tenuto a disciplinare la materia come previsto dall'art. 3 del trattato sull'Unione Europea. Va sottolineato comunque che sia l'accordo PIF che l'OCSE non vincolavano gli stati a prevedere una nuova forma di responsabilità penale, ma solo di garantire forme efficienti di tutela. È stata pertanto scelta del legislatore italiano.

### Modelli derivati
Da questa importante tipologia di responsabilità sono sorte altre forme atipiche o particolari; ad esempio con il d.lgs. 19 luglio 2004, n. 197 è stata introdotta la responsabilità per banche ed intermediatori finanziari: sebbene disciplinati distintamente, le modifiche effettuate col Testo Unico a CONSOB e Banca d'Italia hanno praticamente allineato entrambe le situazioni.
Le principali differenze con l'altro processo speciale sono in questo caso l'iscrizione della notizia di reato in un registro particolare e la comunicazione oltre che all'ente interessato, anche alla Banca d'Italia e, per certe questioni, alla CONSOB. Il PM non può richiedere l'applicazione delle misure cautelari già viste, ma nel caso dei promotori finanziari (non delle banche) possono agire i due organi di controllo con altre misure, per questo motivo vengono informati. CONSOB e Banca d'Italia possono essere sentite sia durante le indagini preliminari che durante il processo, sia che siano chiamate dal PM, dalle parti o spontaneamente. La loro presenza in giudizio non necessita di autorizzazioni e non partecipano come parti, ma danno pareri sui modelli organizzativi degli enti finanziari sotto processo. Sia CONSOB che Banca d'Italia possono inoltre offrire di propria sponte relazioni scritte, associate da buona dottrina ad autentiche consulenze di fatto. Per il ruolo sociale preminente e delicato che svolgono tali enti è preclusa al giudice la possibilità di sanzionare con interdizioni previste dall'art. 9 del d.lgs. 8 giugno 2001, n. 231 o di provvedere a commissariamento. Possono in ogni caso intervenire a questo scopo con misure simili la CONSOB e la Banca d'Italia.
Altro modello particolare è quello relativo agli illeciti amministrativi derivati da ulteriori illeciti amministrativi, come da legge 18 aprile 2005, n. 62 (legge comunitaria per l'anno 2004).

## Destinatari e presupposti

### I soggetti
La norma testualmente prevede:
3. Non si applicano allo Stato, agli enti pubblici territoriali, agli altri enti pubblici non economici nonché agli enti che svolgono funzioni di rilievo costituzionale.»
(commi 2. e 3. dell'art.1)
Quindi, tra i soggetti destinatari delle disposizioni risultano quindi inclusi:
- persone giuridiche di diritto privato riconosciute (fondazioni, associazioni);
- società di persone, anche di fatto;
- società di capitali, nessuna esclusa;
- associazioni non riconosciute.

Si applicherebbe infine anche agli enti pubblici economici. Non si applica infine alla pubblica amministrazione italiana in quanto la responsabilità della pubblica amministrazione italiana può essere solo di tipo civile e non penale.

### Criteri d'imputazione
Una delle principali problematiche al fine di disciplinare una così particolare materia normativa è quello di fissare dei criteri d'imputazione e colpevolezza logici, pratici e non incostituzionali.
Va escluso a priori il fine illecito, sia estrinseco che intrinseco, in quanto direttamente vietato dalla fonte primaria del nostro ordinamento, la Costituzione all'art. 41, laddove sancisce che l'iniziativa economica privata «non può svolgersi in contrasto con l'utilità sociale o in modo da recare danno alla sicurezza, alla libertà, alla dignità umana». In questo caso ovviamente, tralasciando la responsabilità delle singole persone fisiche, la soluzione immediata è lo scioglimento dell'ente.
Ai sensi del d.lgs 231/2001, presupposto fondamentale per attribuire il reato all'ente è l'esistenza di un rapporto di carattere organico sussistente con la persona fisica autore del reato, e che esso sia commesso al fine di garantire un interesse illecito o un vantaggio a favore dell'ente:
a suo vantaggio:
a) da persone che rivestono funzioni di rappresentanza, di amministrazione o di direzione dell'ente o di una sua unità organizzativa dotata di autonomia finanziaria e funzionale nonché da persone che esercitano, anche di fatto, la gestione e il controllo dello stesso;
b) da persone sottoposte alla direzione o alla vigilanza di uno dei soggetti di cui alla lettera a).
2. L'ente non risponde se le persone indicate nel comma 1 hanno agito nell'interesse esclusivo proprio o di terzi.»
(Art.5)
La stessa disposizione normativa specifica poi che l'interesse/vantaggio non deve essere pienamente riferibile all'ente ma anche in parte. Questa previsione, così come l'espressione "interesse o vantaggio" ha suscitato un dibattito in dottrina, dato che una chiave di lettura errata potrebbe portare ad errori di interpretazione e a conseguenze inique: interesse o vantaggio possono anche non coesistere, anche uno dei due è sufficiente autonomamente a generare l'ipotesi di responsabilità, anche perché in questo caso qualsiasi condotta anche contraria agli interessi, statuari e non dell'ente, purché abbia arrecato un vantaggio comprometterebbe la posizione dell'ente stesso. C'è chi invece al contrario ha prospettato un'endiadi composta necessariamente da entrambe le situazioni. Parte della dottrina ha trovato un punto di mediazione tra le figure del delitto tentato e consumato: l'interesse si aggancerebbe al reato tentato mentre il vantaggio ad un reato consumato la cui azione è indiscutibilmente volta a realizzare l'interesse dell'ente almeno in parte.
Sembrerebbe irrilevante invece il motivo a delinquere del reo, non menzionato dall'articolo 5, mentre le lettere a) e b) stabiliscono differenze a seconda della posizione che questi occupa all'interno dell'organizzazione dell'ente, se di vertice-organizzativa o subordinata. Che il criterio d'imputazione della persona fisica sia quasi totalmente scollegato da quello dell'ente risulta invece dalla disposizione dell'art.8:
a) l'autore del reato non è stato identificato o non è imputabile;
b) il reato si estingue per una causa diversa dall'amnistia.
2. Salvo che la legge disponga diversamente, non si procede nei confronti dell'ente quando è concessa amnistia per un reato in relazione al quale è prevista la sua responsabilità e l'imputato ha rinunciato alla sua applicazione.
3. L'ente può rinunciare all'amnistia.»
(Art. 8)

### I modelli organizzativi
La dimostrazione del criterio d'imputazione dell'ente è affidata a determinati sistemi organizzativi e di controllo predisposti dall'ordinamento: se l'ente non si adatta, è pressoché automatica la volontà di commettere il reato. Hanno duplice funzione, ovvero adottati ex ante funzionano come scriminante (tranne per la confisca), ex post come una sorta di ravvedimento. A dire il vero suscita notevoli perplessità questa soluzione, in quanto l'organizzare certi strumenti per evitare commissioni di reato può comportare notevoli costi che a volte possono anche superare l'entità della sanzione, per cui determinati enti potrebbero preferire il rischio di commettere il reato piuttosto che adattarsi. Questo va contro il principio generale del diritto penale che la legge dovrebbe prevenire la commissione di reati.
Tace la legge su come vadano predisposti in seno all'ente, stante anche la notevole differenza dei soggetti previsti dalla normativa. Si ritiene generalmente in dottrina che sia l'assemblea a dover decidere i modelli da attuare e le modalità, anche se ci si deve attenere all'articolo 6. Nei casi previsti, cioè per le Associazioni di Enti, può essere coinvolto il Ministro di Giustizia al fine di concertare le soluzioni migliori.
Si apre successivamente un procedimento bifase: una preliminare dove vengono valutate le questioni relative alla rappresentatività della Categoria o dell'Associazione, alla validità dello statuto e questioni simili; una seconda, valutativa, nella quale il controllo tiene conto degli strumenti indicati sia per la loro efficacia che validità rispetto alle linee guida dell'articolo 6.

## Sanzioni
Le sanzioni previste dalla nuova normativa sono di due tipi:
- pecuniarie:
  - riparazioni per danni dovuti al reato;
  - restituzione di utili percepiti illecitamente;
  - sanzioni di tipo pecuniario lato sensu a carattere sanzionatorio.

Sono stabilite dal giudice in una valutazione bifasica per azioni che non ecceda il milione e mezzo di euro. Sono criticate per la loro convenienza rispetto alle misure che l'ente deve adottare.
- interdittive: previste nei casi più gravi e inflitte anche congiuntamente alle pene pecuniarie. Solitamente sono più efficaci e di carattere meramente afflittivo:
  - confisca del profitto: non ha limiti valutativi, quindi fornisce un ottimo deterrente;
  - commissariamento dell'ente: può essere applicata dal giudice se ritiene che ci siano ampi margini di recupero dell'ente verso la legalità

Entrambe le forme di sanzione hanno subito critiche di vario tipo. Le sanzioni pecuniarie sono state ritenute ad esempio troppo poco incisive, sia per il limite di valore, sia per le scappatoie che gli enti possono avere. Inoltre tendono ad affossare enti piccoli o giovani, statisticamente meno inclini alla commissione d'un reato, mentre risultano estremamente deboli con le grandi imprese che per le loro dimensioni e il vasto numero di persone coinvolte possono più facilmente cadere nella tentazione. Il limite d'un milione e mezzo di euro per un grande ente può tranquillamente costituire una causa di perdita affrontabile: si preferirebbe a quel punto patire la sanzione e commettere il reato. A volte inoltre gli strumenti da attuare per evitare la commissione del reato sono più costosi della sanzione stessa, che perde quindi la sua capacità di deterrente. Ed ancora, ci sono cause di diminuzione della pena pecuniaria, molto simile alle cause attenuanti nei reati comuni (soggetto ha agito quasi esclusivamente per proprio profitto; vantaggio dell'ente irrisorio; ecc.), che arrivano a dimezzarla.
Particolare discorso meritano invece le misure interdittive: se è vero che sono più efficaci, cedono dinanzi a numerose scappatoie. Un ente può tranquillamente infatti scorporarsi o effettuare una scissione parziale, lasciando isolato il ramo nel quale è stato commesso il reato (o meglio, nell'interesse del quale) lasciandolo al suo destino. Denota stupore anche una caratteristica del commissariamento: il commissario nominato dal tribunale non agisce infatti da solo, ma rimane comunque affiancato dalla dirigenza che ha commesso o sotto la quale è stato commesso il reato.

## La disciplina del processo

### Imputazione della responsabilità e costituzione
Crea notevoli problemi poter ritenere l'ente imputato in un processo: a tal fine la legge delega era stata abbastanza chiara, disponendo che l'imputazione per gli enti fosse quanto più simile dalla figura ordinaria prevista dal codice di procedura penale. Il legislatore delegato ha seguito in maniera particolare le disposizioni della delega, tanto che un gruppo nutrito di giuristi ha lamentato l'incostituzionalità del provvedimento per eccesso di delega. La questione, mai giunta comunque alla Corte costituzionale, sembra esagerata in quanto l'esecutivo doveva comunque adattare i criteri d'imputazione ad una realtà diversa e fittizia: in ogni caso i criteri adottabili sono stati tutti inseriti, come i criteri d'individuazione dell'organo giudicante (territorio, competenza, connessione) e i poteri cognitivi del giudice, pressoché invariati rispetto ai giudizi normali.
Il modus operandi per notificazioni e comparizioni invece è, per la natura non fisica dell'ente, permeata di molti istituti di diritto processuale civile.
Allo stesso modo non è stata consentita l'azione civile per danni nei confronti dell'ente, in quanto non artefice materiale del reato stesso, né ovviamente la richiesta per danni civili da parte dell'ente nei confronti del reo-persona fisica, per evitare che una stessa parte potesse risultare in giudizio imputato e parte civile. Più complicato invece il caso dell'ente che eserciti un'azione di rivalsa nei confronti della persona fisica: se non è sempre e totalmente negato, appare comunque difficile e insensato a quel punto imputare un ente, magari condannandolo con una sanzione pecuniaria, per poi vederlo recuperare il tutto dal soggetto fisico. Sarebbe completamente inutile il giudizio penale e assolutamente svuotato e contraddittorio il nuovo tipo di responsabilità penale.
Dubbi sono sollevati anche per il rischio, non del tutto etereo, che la macchina giudiziaria possa subire grossi intoppi a livello funzionale: è possibile infatti l'evenienza che un giudice debba valutare il merito della responsabilità penale del singolo, di quella amministrativa dell'ente, dell'azione civile per danni verso la persona fisica nonché verso l'ente in qualità di responsabile civile o obbligato.

### Divisione e riunione dei procedimenti
Controtendenza rispetto al codice di rito ordinario come riformato nell'89, il d.lgs. prevede la celebrazione del processo riunito, in virtù della discendenza dell'illecito amministrativo dallo stesso reato e, in maniera più pragmatica, per evitare giudicati contrastanti e giudizi difformi a livello di assunzione probatoria e durata.
La norma prevede 3 deroghe sostanzialmente:
- temporanea ma perdurante incapacità del reo;
- differenza di rito, che causa comunque una sospensione dell'altro procedimento fino alla definizione di quello speciale;
- qualora il giudice ritenga necessaria la separazione.

L'ultima previsione è sembrata a parte della dottrina una previsione generale da contemperare con gli articoli del codice di procedura penale in materia. Tuttavia non possono essere applicate le disposizioni generali in quanto porterebbero al paradosso di creare ulteriori deroghe che, combinate a quanto previsto dalla normativa, tendono addirittura ad ampliare le ipotesi di separazione previste dallo stesso ordinamento generale. In realtà la lettera C) va letta comunque come uno strumento eccezionale e di deroga, rimanendo quella che è stata definita come riunione preferenziale l'ordinario modo di operare. La dottrina ha isolato alcune fattispecie che rientrerebbero nella lettera C), come la mancata imputazione della persona fisica autrice materiale in quanto non individuabile (sarebbe impossibile fare un processo congiunto ad un ente e a un "nessuno") o l'irreperibilità della persona giuridica. Non sembra invece appartenere a questa situazione la previsione dell'art.65, che contempla la richiesta di riparazione dell'illecito da parte dell'ente durante il processo qualora l'ente dimostri che non poteva effettuarla prima. In questo caso non si verifica infatti una sospensione sine die ma la riparazione deve essere effettuata in un periodi temporale fissato dal giudice, adattandosi molto meglio una stasi contemporanea di entrambi i processi.

### Indagini preliminari
La fase anteriore al dibattimento è disciplinata ricalcando la normativa principale in materia con qualche opportuno adattamento. Sostanzialmente le indagini preliminari devono essere svolte contemporaneamente sia per quel che riguarda l'ente, sia per il reo materiale. Il procedimento s'instaura, ex art.55 del d.lgs., con l'iscrizione nel registro delle notizie di reato dell'illecito amministrativo: tra i requisiti della registrazione vi è l'obbligo di annotare gli elementi identificativi dell'ente nonché, se possibile, il legale rappresentante. Alquanto curiosamente, invece, è previsto che vada annotato anche il reato dal quale discende l'illecito amministrativo, che tuttavia viene già annotato per le indagini relative all'autore persona fisica.
Diverse controversie ha creato la previsione normativa relativa all'archiviazione delle indagini. Diversamente, infatti, da quanto previsto dalla normativa ordinaria, l'archiviazione è disposta non dal giudice per le indagini preliminari ma direttamente dal PM con decreto motivato, mentre la riapertura delle indagini va effettuata paradossalmente con richiesta al GIP. Per quel che riguarda l'archiviazione automatica da parte del PM è stato sollevato il dubbio relativo ad abusi e di incostituzionalità dato che l'azione penale viene a mancare della sua obbligatorietà: in realtà è dato evidenziare che il PM non agisce incontrollato, dato che il suo decreto motivato deve essere trasmesso al Procuratore generale della Repubblica Italiana, il quale può assumere le indagini con una sorta di avocazione. Esaminando a fondo anche quella che sarebbe a prima vista una previsione paradossale, cioè la comunicazione in caso di riapertura e non in quella di archiviazione, in realtà ci si rende conto che è uno strumento inserito dal Legislatore per evitare meccanismi da parte della pubblica accusa per aggirare i termini di prescrizione.

### Costituzione in giudizio ed episodi pre-dibattimentali
L'ente si costituisce in giudizio mediante il suo legale rappresentante: quest'ultimo può essere sia il rappresentante solitamente scelto dall'ente stesso nell'ambito del proprio potere decisionale, a meno che non sia anche l'autore materiale; ma può essere anche tutt'altro rappresentante scelto ad hoc per la rappresentanza in processo, perfino estraneo all'ente. Il fatto curioso è che in caso di mancata comparizione del legale rappresentante nel processo, diventa automaticamente rappresentante legale il difensore.
In caso di modificazione della struttura dell'ente (trasformazione, scissione e fusione), il giudizio viene proseguito dall'ente successivo: deve però ripresentarsi tramite legale rappresentante in giudizio, altrimenti viene dichiarato successivamente contumace, anche se precedentemente il vecchio ente era costituito.

### Misure cautelari
Sono previste misure cautelari di natura interdittiva, che hanno una funzione però dissimile rispetto alle misure cautelari previste dall'ordinamento per le fattispecie base: a livello processuale infatti il loro profilo è basso, non costituendo un limite a fatti come l'inquinamento delle prove. Hanno piuttosto una funzione inibitoria per evitare la continuazione o ripetizione dell'illecito.
Possono essere inflitte con due presupposti: gravi indizi di colpevolezza ed il pericolo che possa ripetersi il reato; e solo per le ipotesi di reato previste. La misura cautelare può subire tre modificazioni: sospensione, revoca e sostituzione.
La prima è senz'altro la più interessante dato che non è prevista per le misure cautelari ordinarie, e consiste, ovviamente, nel bloccare gli effetti temporaneamente della misura inflitta. La sospensione è richiesta dall'ente con una domanda che fa sorgere un procedimento incidentale: il giudice valuta con ampia discrezionalità nell'ambito di due parametri, ovvero dell'attendibilità delle promesse fatte dall'ente e purché non si stia giudicando l'ipotesi prevista dall'art.163. Se accoglie la domanda il giudice impone una cauzione e fissa un termine per l'adozione delle misure da parte dell'ente per ripristinare i danni e i risultati dell'illecito; se alla fine del termine l'esito è soddisfacente, avviene la revoca, altrimenti il ripristino.
La revoca non si discosta molto da quella ordinaria, se non per il fatto che può essere disposta anche ex officio. Anche la sostituzione, benché più articolata, non differisce molto: comprende due ipotesi, ovvero che una preesistente misura cautelare alla quale ne subentra un'altra (necessariamente meno afflittiva), oppure che la misura cautelare rimanga la medesima ma le sue modalità esecutive risultino meno gravose. Non opera ex officio.
Le misure cautelari interdittive sono impugnabili tramite appello (in via esclusiva, quindi impossibile ricorso per saltum in Cassazione) ed eventualmente ulteriormente per questioni di legittimità alla Suprema Corte ma solo per le ipotesi alle lettere b) e c) dell'art.606 c.p.p. Quelle reali sono invece suscettibili, su richiesta, di riesame durante il giudizio. Sono previste anche due misure cautelari reali, entrambe sotto forma di sequestro, uno sequestro conservativo (art.54) ed uno preventivo (art.53). Il primo ricalca quasi in toto la previsione ordinaria codicistica. Ben diverso invece è il sequestro preventivo, previsto dalla normativa soltanto come strumento per la successiva ed eventuale esecuzione della confisca ex art.19. Tra le caratteristiche comuni mantiene la sua natura di atto a sorpresa disposta inaudita altera parte.

### Udienza preliminare
(Art. 61.1 - Provvedimenti emessi nell'udienza preliminare)
È prevista solamente da una norma, l'art.61. La prima cosa che salta all'occhio è che la richiesta di rinvio a giudizio promossa nei confronti dell'imputato persona fisica opera anche per l'ente automaticamente, instaurando l'udienza preliminare anche per quest'ultimo.
Sono disposti soltanto tre variazioni, per adattare la normativa alla natura dell'ente: innanzitutto la verifica della regolare costituzione delle parti, nella quale non è prevista la notifica per irreperibilità ex art. 159 c.p.p., ma la sospensione dell'udienza in corso; l'impedimento a comparire giustificato viene spostato sul rappresentante legale, non potendo comparire un ente personalmente, ma nel caso sia ingiustificato diviene rappresentante legale il difensore, anche nominato d'ufficio; infine la modificazione dell'imputazione per la persona fisica comporta l'automatica modifica anche per l'ente purché il nuovo reato sia tra quelli previsti dalla normativa speciale e sia tra quelli che comportano una sanzione amministrativa.
Anche le sentenze di non luogo a procedere hanno un regime particolare, verificandosi in casi non pensabili nel processo ordinario: estinzione della sanzione amministrativa o improcedibilità della stessa (prescrizione del reato, amnistia ecc.); gli altri casi sono importati dal regime ordinario e plasmati sull'illecito amministrativo qualora non sussista o non sia dimostrata la responsabilità dell'ente, che incida sugli elementi del reato o sull'imputabilità. Questo va esteso anche nella mancanza o inidoneità probatoria a dimostrare la responsabilità dell'ente che giustifichi poi un rinvio a giudizio.

### Fase istruttoria
È forse la parte processuale che più si discosta dal processo penale ordinario, sia per quel che riguarda l'ammissibilità dei testimoni, sia per le modalità di assunzione delle prove.
Nel processo ordinario infatti l'onere probatorio è essenzialmente previsto per il PM, mentre in questo caso abbiamo un onere definito «a carichi differenziati», e la differenziazione dipende dalla posizione nella piramide gerarchica aziendale del soggetto imputato.
Fa discutere il carattere sintetico delle previsioni normative della fase istruttoria, tutte contenute in un'unica norma composta oltretutto da vari richiami lacunosi. Uno dei più grandi problemi riguarda l'incompatibilità testimoniale, data la complessità della struttura di una persona giuridica rispetto alla semplice identità di una fisica. Leggendo la norma si deve desumere quanto segue: è sempre incompatibile come teste il presunto autore materiale del reato già imputato nel processo, che sia diviso quanto unito, assumendo questi la posizione di un co-imputato o di un sottoposto a processo per reato con concorso necessario; molto diversa la posizione invece di autori di reati separati connessi (art.12 c.p.p.) o collegati (art. 3712 c.p.p.), ascoltabili come testimoni. I problemi maggiori li comporta però il rappresentante legale dell'ente, dato che a prima vista sembrerebbe netta la sua incompatibilità a testimoniare. In realtà ad una lettura più attenta si scopre che l'incompatibilità non è assoluta, ma presente soltanto se la rappresentanza legale è conferita al soggetto anche nel giudizio in corso e se ricopriva tale carica anche durante la commissione del reato. Le considerazioni critiche vengono automaticamente: l'ente può scegliere se dare veste di testimone o di imputato a un soggetto di vertice con semplici cambi di timone e rappresentanza; il rappresentante legale è sottoposto ad interrogatorio, magari anche durante le indagini, con tutte le garanzie concesse agli indagati o imputati, per poi essere esaminato come teste con bel altre prerogative. Ovviamente se il reo materiale del reato è proprio il rappresentante legale non può essere chiamato a rappresentare l'ente, dato che è lo stesso dlgs a prevedere che vada sostituito.

### Dibattimento e giudizio
L'art.34 rimanda quasi interamente al processo ordinario, avendo preferito il Legislatore disciplinare più attentamente l'esito.
Il richiamo generico trova alcune difficoltà ad armonizzare però la disciplina speciale a quella ordinaria: innanzitutto per la sospensione prevista del processo qualora prima dell'apertura del dibattimento l'ente abbia fatto richiesta di voler riparare tutti gli effetti dannosi del reato, purché non ne avesse avuto possibilità prima (l'ente ha interesse spesso a questa soluzione per evitare le sanzioni interdittive o cercare di sospendere le misure cautelari interdittive).
In questo caso il giudice, compiendo prima la valutazione se l'ente avesse potuto o meno ottemperare prima a queste riparazioni (parametro ancora discusso in dottrina e giurisprudenza), può sospendere il processo, dando termine sotto cauzione all'ente di effettuare le riparazioni e disponendo una nuova udienza, senza che ciò sospenda però la decorrenza della prescrizione.
In caso di sentenza di proscioglimento anticipato, necessitando il consenso dell'imputato, l'ente non costituitosi deve necessariamente essere portato in giudizio e poi prosciolto in contumacia (il difensore è rappresentante ma solo dopo l'instaurazione).
Il resto del dibattimento non si discosta molto e tende a camminare parallelamente per imputato ed ente, salvo in alcune situazioni come la morte del reo, l'imputato non ha commesso il fatto comunque imputabile all'ente, prescrizione del reato ed amnistia a cui l'ente non ha rinunciato.
Le sentenze sono disciplinate dagli artt. 66-70. Il primo di questi riguarda una onnicomprensiva sentenza di esclusione della responsabilità dell'ente, ben diversa da una sentenza di assoluzione di una persona fisica, di tipo dichiarativo e senza diversificazioni.

### Riti alternativi
Gli artt. 62, 63 e 64 del d.lgs. prevedono la possibilità di giudizio abbreviato, patteggiamento e decreto penale di condanna, ma soggiacciono ad un limite abbastanza ferreo: che non ricorra l'astratta prevedibilità di una sanzione interdittiva in via definitiva.
Questo parametro, specialmente per quel che riguarda il giudizio abbreviato, è stato aspramente criticato in quanto rende molto più duro e rigoroso il trattamento riservato all'ente rispetto ad una persona fisica, magari imputata anche di reati molto gravi, ed inoltre crea il notevole paradosso che una situazione di rito possa essere decisa arbitrariamente dal giudice su un'astratta previsione. Incongruenze ci sono anche tra la richiesta spontanea dell'ente di riparare gli effetti del reato (che come noto convertono le pene interdittive in pecuniarie) e la richiesta di giudizio abbreviato.
Come il giudizio abbreviato, il patteggiamento ricalca sostanzialmente le previsioni ordinarie del 444 c.p.p., ma il testo riservato agli enti crea delle situazioni piuttosto complicate: se la sanzione è presumibilmente solo pecuniaria, si applica la disciplina ordinaria infatti, mentre se la sanzione è interdittiva il regime può essere applicato solo se il giudizio dell'imputato persona fisica è definito o definibile ex art.444. Questa previsione può portare a tre conclusioni diverse: che la persona abbia già optato per il patteggiamento in giudizio separato, che la persona voglia congiuntamente all'ente il patteggiamento in giudizio congiunto, che l'ente voglia il patteggiamento al contrario dell'imputato. Nei primi due casi non ci sono problemi, mentre nel terzo l'ente è costretto a convincere il giudice che qualora ipoteticamente la persona fisica avesse chiesto il patteggiamento ne sarebbero ricorsi i presupposti. Dimostrazione decisamente gravosa che si complica qualora l'imputato non sia perseguibile o non sia stato identificato.
A differenza del giudizio abbreviato, il giudice può respingere la domanda soltanto per fatti concreti di irrecuperabilità dell'ente, e non astratti.

### Impugnazioni
Sono previste dagli artt.71-73 e, in ossequio al principio di comparazione tra ente ed imputato, includono appello, ricorso per Cassazione nonché annullamento con revisione.
Soggettivamente previste sia per difensore che per rappresentante legale (ex art.711, sempre per la comparazione tra ente ed imputato, oggettivamente la normativa è più articolata.
Si distingue innanzitutto l'eventualità che sia inflitta una sanzione interdittiva o meno. Nel secondo caso sono previsti gli stessi mezzi d'imputazione che ha disposizione l'imputato nel singolo caso, il che significa che se l'iter processuale della persona fisica porta esiti inappellabili (per es. patteggiamento) per l'ente rimane preclusa ogni possibilità. Sorgono in questa prospettiva notevoli difficoltà e perplessità, stante anche il silenzio del legislatore, nel caso di divaricazione e divisione dei procedimenti.
Nel caso di pena interdittiva l'ente non è legato all'esito del processo alla persona, potendo comunque appellare il provvedimento.

### Esecuzioni
A livello di procedura non molto difformi dal rito ordinario: il giudice è lo stesso che ha redatto la sentenza e provvede il PM con una notifica. Il termine di durata della sanzione interdittiva inizia dal giorno della notifica, che è anche dies a quo per l'ultima possibilità, entro 20 giorni, di richiedere la conversione della sanzione interdittiva in pecuniaria. Questa opzione apre un piccolo rito in camera di consiglio nella cui udienza (fissata entro 10 giorni) il giudice, accertato che l'ente ha riparato gli effetti del reato, può accogliere o momentaneamente sospendere l'esecuzione (in caso negativo dell'accertamento ovviamente rigetta). Non è una facoltà ma un dovere del giudice convertire la pena una volta accertato che ricorrano i parametri dell'art.17.